# Георги Стоев (политик)
Вижте пояснителната страница за други личности с името Георги Стоев.
Георги Стоев е български политик, доктор по право, общински съветник в гр. Радомир, мирови съдия, кмет на гр. Фердинанд през периода 1929 -1930 г., първият кмет на града с висше образование.

## Биография
Роден е около 1869 г. в гр. Радомир, завършва висше образование по специалността правни науки и има докторат по право. Бил е общински съветник през 1903 г. в родния си град. През първото десетилетие на ХХ век се заселва със семейството си в гр. Фердинанд, където е фердинандски мирови съдия (1903–1904 г.) и (1908–1910 г.). Известен е в средите на интелигенцията в града, участва в културния живот и публикува статии в популярния местен вестник „Наше слово“. Кмет на гр. Фердинанд е през (1929–1930 г.), след което е председател на общинска комисия във връзка с наемателите на общински дюкяни. През 1941 г. се преселва в София. Не е известно кога и къде умира.

## Политическа дейност
На 21 март 1929 г. са проведени избори за общински съвет в гр. Фердинанд и на 14 април новоизбраният общински съвет го избира за кмет на града като представител на Демократическия сговор. Едно от първите важни решения на общинския съвет е при приемане на бюджета на общината и при разглеждане на други важни въпроси заседанията на съвета да бъдат публични. Поставени са на дневен ред благоустройствени дейности и осъществяване на подготовка за откриване на нови обекти, но резултатът от тази дейност е незадоволителен. През 1930 г. са отпуснати 160 декара от градската мера за създаване на Скотовъден фонд и черничева градина за развитие на местното скотовъдство и бубарство. Общинският съвет отпуска и 30 декара на Ловното дружество в града за построяване на ловен дом и парк. Предприети са мерки за изработване на нивелационен план на града, отпуснати са и 10 000 лева на Непълната гимназия за построяване на гимнастически и театрален салон, завършен след няколко години.

 По време на неговото управление се провеждат редица национални и местни обществени прояви. През 1929 г. е отбелязан 1 ноември – Денят на народните будители с молебен в черквата, а заведенията по заповед на кмета са окичени с национални знамена. На 27 ноември същата година е организиран митинг против Ньойския договор, по повод на 10-годишнината от неговото подписване. Събраните в черковния двор приемат резолюция към българско правителство за отменяне на несправедливия договор и непосилните репарации. Одобрена е от общинския съвет кметска заповед за основаване на общински вестник под название „Общинска мисъл“, който да изразява общинската политика и да разгласява всички правителствени и общински разпореждания. Първият брой на вестника излиза на 6 януари 1930 г. и е отпечатан в печатница „Наука“ на Константин Иванчев. На 26 и 27 януари 1930 г. кметът взема участие в конгреса на Съюза на градовете в София.
 Времето на кметското управление обаче се оказва недостатъчно за изпълнение на започнатите общински дела. На 21 май 1930 г. в дневния ред на заседание на общинския съвет е включен въпросът за кметската оставка, по предложение на 7 души съветници от Демократическия сговор с мотиви кметската бездейност. Кметът не е съгласен, счита, че това е дело на заинтересовани лица. Предложението за оставка е взето на партийно заседание на членовете на Демократическия сговор. На 22 май общинският съвет изказва недоверие на кметската управа с което е прекратен предсрочно мандатът на д-р Георги Стоев.